# رائول سروین
رائول سروین (اسپانیایی: Raúl Servín‎؛ زادهٔ ۲۹ آوریل ۱۹۶۳) بازیکن فوتبال اهل مکزیک است.
از باشگاه‌هایی که در آن بازی کرده‌است می‌توان به باشگاه فوتبال اطلس، باشگاه فوتبال کروز آزول، و باشگاه فوتبال اونیورسیداد ناسیونال اشاره کرد.
وی همچنین در تیم ملی فوتبال مکزیک بازی کرده‌است.